# Małka Zdrojewicz

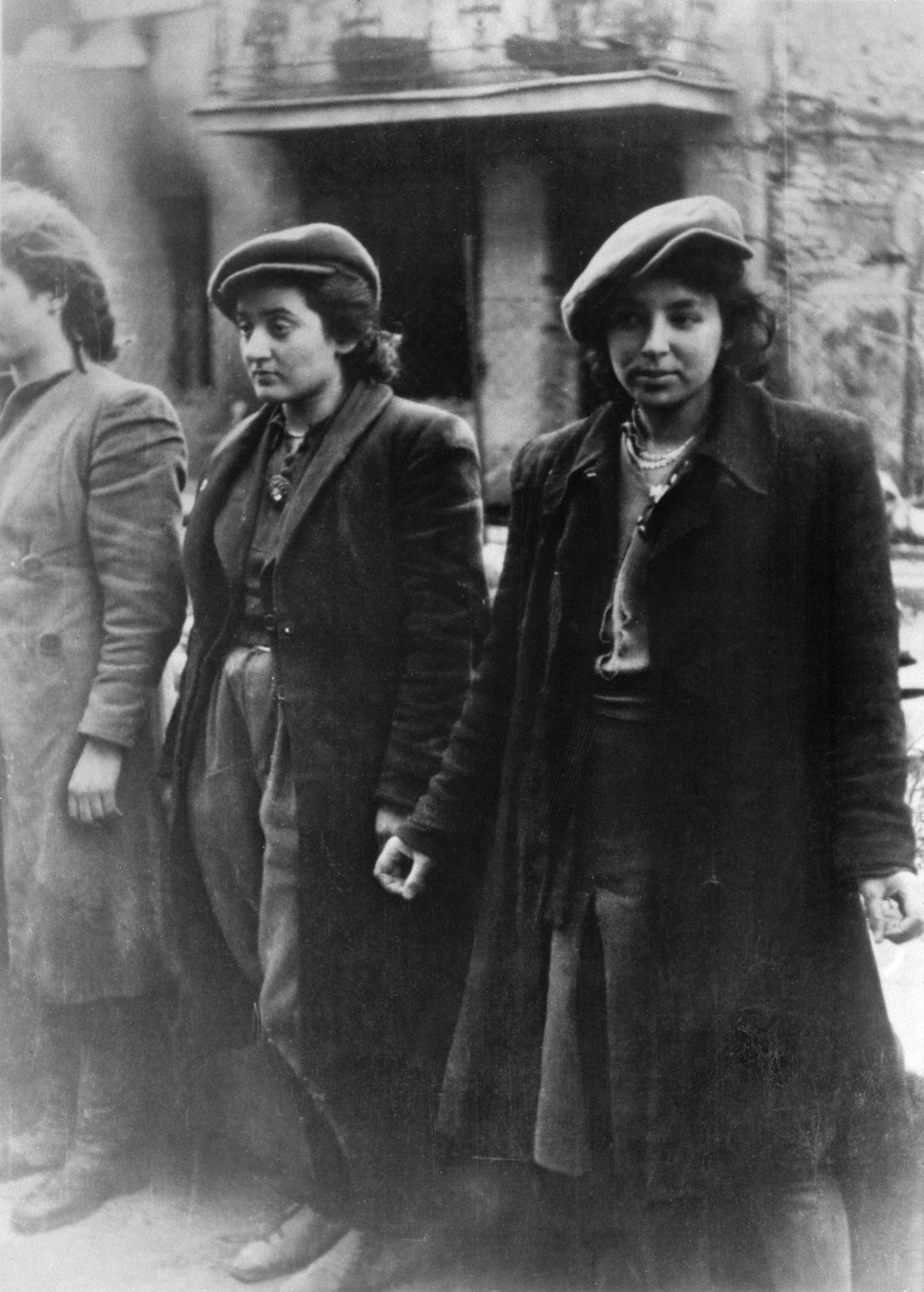
Rachela Wyszogrodzka, Bluma Wyszogrodzka und Małka Zdrojewicz (von links) nach ihrer Verhaftung, Foto im Stroop-Bericht, Bildunterschrift: Mit Waffen gefangene Weiber der Haluzzenbewegung

Karte des Warschauer Ghettos, grün: Gebiet der Bürstenfabrik

Małka Zdrojewicz (hebräisch מלכה זדרויביץ, verheiratete Hornstein הורנשטיין; * 1924 in Warschau) war eine jüdische Widerstandskämpferin und Holocaust-Überlebende. Sie gehörte während des Aufstands im Warschauer Ghetto im April/Mai 1943 zur Jüdischen Kampforganisation.
Zusammen mit den Schwestern Bluma und Rachela Wyszogrodzki arbeitete sie in einer Untergrundwerkstatt auf dem Gebiet der Bürstenfabrik, wo Granaten und Sprengkörper hergestellt wurden. Sie berichtete später, dass sie mit anderen jungen Frauen durch das Kanalisationssystem Waffen ins Ghetto schmuggelte. Während der Brotverteilung, die von den Aufständischen organisiert wurde, habe Hersz Lent sie angesprochen. Er habe ihr einen Revolver gegeben und ihr gezeigt, wie sie ihn gebrauchen müsse. Während der Kämpfe warfen sie Molotowcocktails auf die deutschen Besatzer. Schließlich suchten sie Zuflucht im Keller eines Gebäudes, wo sich ein Waffenversteck befand, und wurden dort von SS-Männern gefangen genommen.
Zdrojewicz und die Schwestern Wyszogrodzki wurden zusammengeschlagen und mussten sich für das Erschießungskommando in einer Reihe aufstellen. Plötzlich, so ihr Bericht, habe sie einen heftigen Schlag auf den Kopf bekommen und zugleich Schüsse gehört. Bluma Wyszogrodzka sei sogleich tot gewesen. Rachela Wyszogrodzka und sie seien mit anderen Gefangenen zum Umschlagplatz getrieben worden und später nach Majdanek deportiert worden. Rachela Wyszogrodzka wurde im Lager Auschwitz ermordet.
Małka Zdrojewicz überlebte das Vernichtungslager und emigrierte 1946 nach Palästina, damals britisches Mandatsgebiet. Aufgrund der in Haft und Konzentrationslager erlittenen Verletzungen war sie zu 75 % schwerbeschädigt. Sie heiratete und nahm den Namen Hor(e)nstein an. Die Eheleute hatten vier Kinder.